# Râul Ciolpani
Râul Ciolpani este un râu din România, unul din cele două brațe care formează afluent al Călănești.